# رئيس غينيا بيساو
رئيس غينيا بيساو هو المنصب الأعلى في جمهورية غينيا بيساو. هناك حد زمني وهي فترتين للرئيس في دستور غينيا بيساو، لم يفي أي رئيس بهذا الحد حتى الآن.

## القائمة
الأحزاب السياسية
الانتماءات الأخرى
الرموز
†  توفي في المنصب
| No. | الصورة                           | الاسم (الميلاد–الوفاة)                                                                              | الانتخابات     | الفترة         | الفترة               | الفترة             | الحزب السياسي                                       |
| No. | الصورة                           | الاسم (الميلاد–الوفاة)                                                                              | الانتخابات     | استلم المنصب   | ترك المنصب           | المدة              | الحزب السياسي                                       |
| --- | -------------------------------- | --------------------------------------------------------------------------------------------------- | -------------- | -------------- | -------------------- | ------------------ | --------------------------------------------------- |
| 1   |                                  | لويس كابرال (1931–2009) رئيس مجلس الدولة                                                            | 1976–77        | 24 سبتمبر 1973 | 14 نوفمبر 1980 (خلع) | 7 سنوات و51 أيام   | الحزب الإفريقي لاستقلال غينيا والرأس الأخضر         |
| 2   |                                  | جواو برناردو فييرا (1939–2009) رئيس مجلس الثورة                                                     | —              | 14 نوفمبر 1980 | 14 مايو 1984         | 3 سنوات و182 أيام  | عسكري / الحزب الإفريقي لاستقلال غينيا والرأس الأخضر |
| —   |                                  | كارمن بيريرا (1937–2016) بالوكالة                                                                   | —              | 14 مايو 1984   | 16 مايو 1984         | 2 أيام             | الحزب الإفريقي لاستقلال غينيا والرأس الأخضر         |
| (2) |                                  | جواو برناردو فييرا (1939–2009) رئيس مجلس الثورة                                                     | 1984 1989 1994 | 16 مايو 1984   | 7 مايو 1999 (خلع)    | 14 سنوات و356 أيام | الحزب الإفريقي لاستقلال غينيا والرأس الأخضر         |
| (2) | رئيس الجمهورية من 29 سبتمبر 1994 | | 1984 1989 1994 | 16 مايو 1984   | 7 مايو 1999 (خلع)    | 14 سنوات و356 أيام | الحزب الإفريقي لاستقلال غينيا والرأس الأخضر         |
| —   |                                  | عميد أنسوماني ماني (ق. 1940–2000) رئيس القيادة العليا للمجلس العسكري                                | —              | 7 مايو 1999    | 14 مايو 1999         | 7 أيام             | Military                                            |
| —   |                                  | مالام باكاي سانها (1947–2012) بالوكالة                                                              | —              | 14 مايو 1999   | 17 فبراير 2000       | 279 أيام           | الحزب الإفريقي لاستقلال غينيا والرأس الأخضر         |
| 3   |                                  | كومبا يالا (1953–2014)                                                                              | 1999–2000      | 17 فبراير 2000 | 14 سبتمبر 2003 (خلع) | 3 سنوات و209 أيام  | PRS                                                 |
| —   |                                  | فريق أول فيريسيمو كوريا سيبرا (1947–2004) رئيس اللجنة العسكرية لاستعادة النظام الدستوري والديمقراطي | —              | 14 سبتمبر 2003 | 28 سبتمبر 2003       | 14 أيام            | Military                                            |
| —   |                                  | هنريك روزا (1946–2013) بالوكالة                                                                     | —              | 28 سبتمبر 2003 | 1 أكتوبر 2005        | 2 سنوات و3 أيام    | مستقل                                               |
| (2) |                                  | جواو برناردو فييرا (1939–2009)                                                                      | 2005           | 1 أكتوبر 2005  | 2 مارس 2009 (اغتيل)  | 3 سنوات و152 أيام  | مستقل                                               |
| —   |                                  | رايموندو بيريرا (مواليد 1955) بالوكالة                                                              | —              | 3 مارس 2009    | 8 سبتمبر 2009        | 189 أيام           | الحزب الإفريقي لاستقلال غينيا والرأس الأخضر         |
| 4   |                                  | مالام باكاي سانها (1947–2012)                                                                       | 2009           | 8 سبتمبر 2009  | 9 يناير 2012[†]      | 2 سنوات و123 أيام  | الحزب الإفريقي لاستقلال غينيا والرأس الأخضر         |
| —   |                                  | رايموندو بيريرا (مواليد 1955) بالوكالة                                                              | —              | 9 يناير 2012   | 12 أبريل 2012 (خلع)  | 94 أيام            | الحزب الإفريقي لاستقلال غينيا والرأس الأخضر         |
| —   |                                  | لواء مامادو توري كوروما (مواليد 1947) رئيس القيادة العسكرية                                         | —              | 12 أبريل 2012  | 11 مايو 2012         | 29 أيام            | Military                                            |
| —   |                                  | مانويل سيريفو ناماجو (1958–2020) بالوكالة                                                           | —              | 11 مايو 2012   | 23 يونيو 2014        | 2 سنوات و43 أيام   | مستقل                                               |
| 5   |                                  | جوسيه ماريو فاز (مواليد 1957)                                                                       | 2014           | 23 يونيو 2014  | 27 فبراير 2020       | 5 سنوات و249 أيام  | الحزب الإفريقي لاستقلال غينيا والرأس الأخضر         |
| 6   |                                  | عمر سيسكو إمبالو (مواليد 1972)                                                                      | 2019           | 27 فبراير 2020 | في المنصب            | 5 سنوات و22 أيام   | Madem G15                                           |